# 関根秀雄
関根 秀雄、關根 秀雄（せきね ひでお、1895年（明治28年）9月17日 - 1987年（昭和62年）7月27日）は、日本のフランス文学者。昭和期のモンテーニュ研究の第一人者。

## 経歴
国文学者関根正直の子として東京に生まれる。東京帝国大学選科修了。東京都立大学教授、青山学院大学教授を歴任。はじめフランス語学を研究、生涯を通じ『モンテーニュ随想録』などを研究翻訳した。
1936年5月26日、第2回文藝懇話会賞を受賞する。1980年、モンテーニュ出身地のフランスジロンド県・ボルドー市より、第1回モンテーニュ賞が贈られる。
1987年7月27日、肺炎により死去。享年91歳。墓所は染井霊園。

## 親族
国文学者の関根慶子は妹、聖書学者の関根正雄は弟。
経済学者の関根友彦（元ヨーク大学教授）は次男。
フランス文学者で翻訳家の戸部松実（旧姓：関根/元青山学院大学教授）は長女であり、ブリア=サヴァラン『美味礼賛』は父・関根秀雄との共訳。現在、関根秀雄の著作権を継承している。
倫理学者の関根清三は甥。

## 著作

### 著書
- 『音標文字応用 仏蘭西語の音とその綴字』仏語研究社、1925年7月。NDLJP:920197。
- 『仏蘭西文学史』古今書院、1925年6月。NDLJP:968998。
- 『仏語発音の研究』仏語研究社、1926年12月。NDLJP:943374。
- 『仏語動詞の研究』仏語研究社、1927年5月。
- 『ふらんす語の講座』 第1巻、外国語研究社、1932年1月。
- 『仏語動詞時法考』白水社、1933年10月。

- 『モンテーニュ傳』白水社、1939年6月。
- 『賢者と政治』生活社〈日本叢書 第75〉、1946年8月。
- 『モンテーニュ入門』八雲書店、1947年5月。
- 『モンテーニュ論攷』八雲書店、1947年12月。
- 『モンテーニュを語る』創芸社、1948年4月。

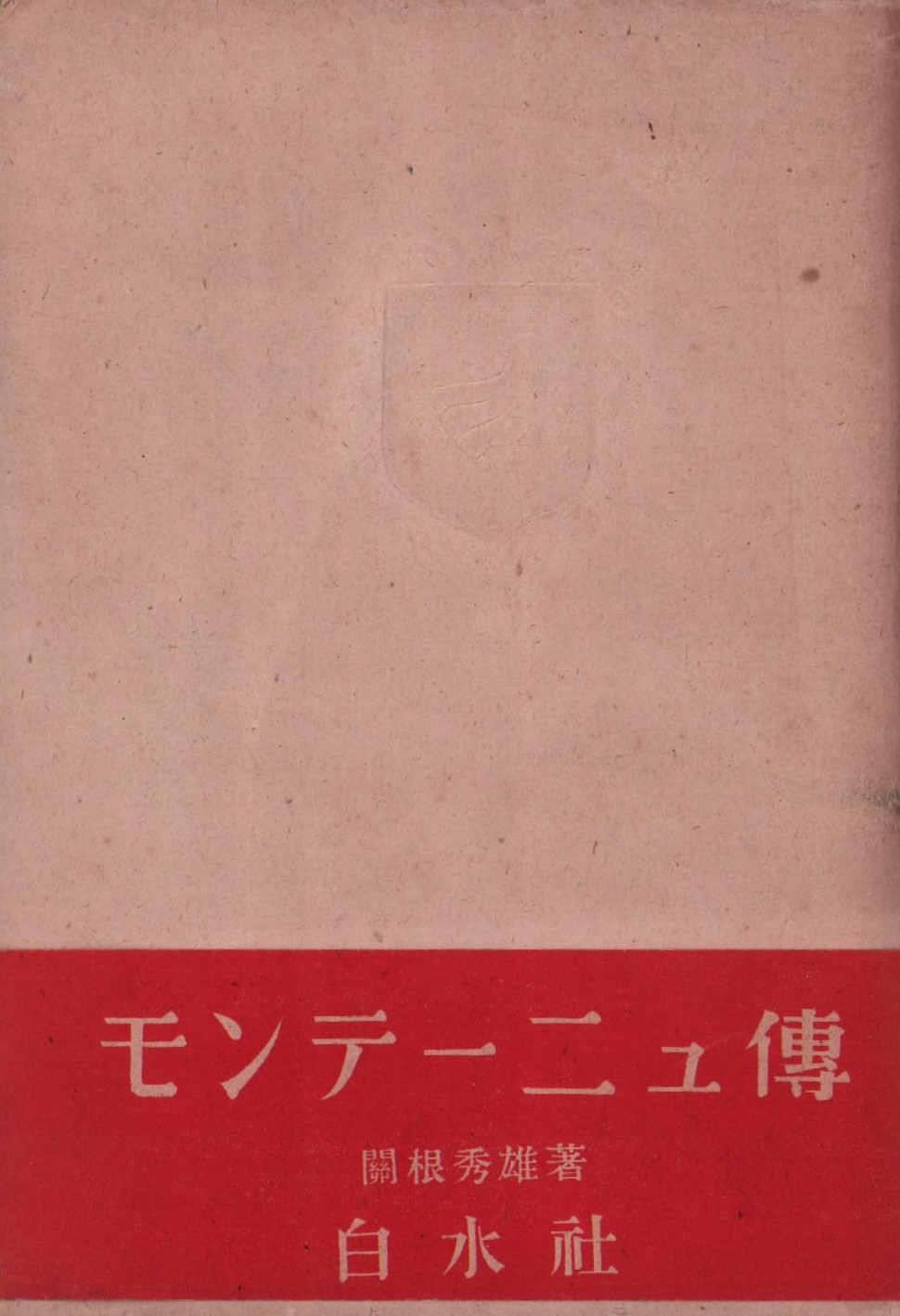
『モンテーニュ傳』第三版（1949年刊）。第二次世界大戦終結を受けて新たな序文を付している。

- 『モンテーニュ随想録入門』小山書店新社、1959年11月。
- 『人生の知恵 モンテーニュ「随想録」に学ぶ』大和書房〈銀河選書 7〉、1965年7月。
- 『モンテーニュとその時代』白水社、1976年3月。
- 『モンテーニュ逍遥』白水社、1980年4月。ISBN 978-4560041161。
  - 『新版 モンテーニュ逍遙』国書刊行会、2024年6月。ISBN 978-4336074751

### 翻訳
- ブリュンチエール『仏蘭西文学史序説』岩波書店、1926年4月。NDLJP:968997。
  - ブリュンチエール『仏蘭西文学史序説』岩波文庫、1928年5月。
- ミシェル・ド・モンテーニュ『随想録』 全3巻、白水社、1928年。
- ミシェル・ド・モンテーニュ『人間随想』養徳社〈養徳叢書 外国篇 1006〉、1947年7月。
- ミシェル・ド・モンテーニュ『子供の教育に就いて』創芸社、1947年12月。
- M.プレヴォ・パラドール『フランス・モラリスト研究』育生社、1948年4月。
- モンテーニュ『モンテーニュ書簡集』白水社〈仏蘭西古典文庫27〉、1949年7月。
- モンテーニュ『モンテーニュ旅日記』白水社〈仏蘭西古典文庫29〉、1949年10月。
- ラ・ブリュイエール『人さまざま 又の名当世風俗誌』 上下巻、白水社〈仏蘭西文庫 30-31〉、1949-1950年。
  - ラ・ブリュイエール『カラクテール 当世風俗誌』 全3巻、岩波書店〈岩波文庫〉、1952-1953年。
- ギ・ド・モーパッサン『水の上』三笠書房〈世界文学選書54〉、1950年9月。
- ラ・ロシュフコー『マクシム 格言と反省』白水社、1951年5月。
- アナトール・フランス『エピキュールの園』白水社、1951年9月。
- ブレーズ・パスカル『パンセ』創元社〈創元文庫 D 第46〉、1953-0。
- ラ・ファイエット夫人『クレーヴ夫人の恋』創元社〈創元文庫 B 第74〉、1953年2月。
  - ラファイエット夫人『クレーヴ夫人の恋』河出書房〈河出文庫〉、1957年1月。
- ブリア＝サヴァラン『美味礼讃 味覚の生理学』創元社、1953年10月。
  - ブリア＝サヴァラン『美味礼賛』白水社、1963年、新装復刊1996年、2003年。
  - ブリア＝サヴァラン『美味礼讃 味覚の生理学』 上下巻、戸部松実共訳、岩波書店〈岩波文庫〉、1967年。
- ピエール・ロティ『お菊さん』河出書房〈河出文庫〉、1954年1月。
- ヴォーヴナルグ『不遇なる一天才の手記』岩波文庫、1955年10月。
- M.ブロンシュヴィク『幸福の条件』紀伊國屋書店、1956年10月。
- ギ・ド・モーパッサン『ピエルとジャン』河出書房〈河出文庫〉、1956年3月。
- モンテーニュ『モンテーニュ全集』 全4巻、白水社、1957-1958年。
  - モンテーニュ『モンテーニュ全集』 全9巻（新装版）、白水社、1982-1983年。全集9は書簡集。
  - モンテーニュ『モンテーニュ旅日記』斎藤広信共訳、白水社、1992年12月。全集8の新装版。
- モンテーニュ『新選モンテーニュ随想録』 全1巻、白水社、1959年。抜粋版、新装再版1998年ほか多数
- モンテーニュ『モンテーニュ随想録』 全3巻、白水社、1960-1961年。
  - モンテーニュ『モンテーニュ随想録』白水社、1985年11月。ISBN 9784560041505。縮刷新装版1995年10月
- モンテーニュ『随想録』 上下巻、新潮社、1974年。
- ピエール・ミシェル『永遠普遍の人モンテーニュ』斎藤広信共訳、白水社、1981年12月。
- モンテーニュ『モンテーニュ随想録』 全1巻、国書刊行会、2014年2月。ISBN 9784336057594。決定稿
  - 『モンテーニュ 随想録』電子書籍（全6巻）、国書刊行会、2024年6月。

### 論文
- 「モンテーニユの若さ」『知識人』第2巻第3号、小山書店、1949年3月、14-19頁、NAID 40002355132。
- 「モンテーニュと教科書」『教育現実』第2巻第2号、教育図書、1950年2月、42-44頁、NAID 40000698211。
- 「言葉の空虚について」『馬酔木』第29巻第4号、馬酔木発行所、1950年4月、18-21頁、NAID 40000092618。
- 「フランス古典文学のしるべ」『学鐙』第49巻第10号、丸善、1952年10月、13-15頁、NAID 40000457227。
- 「モンテーニュ・アルチスト」『英語青年』第99巻第6号、研究社出版、1953年6月、268-269頁、NAID 40000201504。
- 「モンテーニュ――生涯と著作」『理想』第244号、理想社、1953年9月、60-64頁、NAID 40003726279。
- 「日本人の人情仁義について」『ニューエイジ』第8巻第5号、毎日新聞社、1956年5月、26-29頁、NAID 40003077706。
- 「Essaisの政治性とMontaigneの《moy》」『論集』第1巻、青山学院大学、1960年11月、39-63頁、NAID 110006232067。
- 「モンテーニュの個人主義について――モンテーニュの知恵」『紀要』第7巻、青山学院大学、1963年9月、1-34頁、NAID 40000056243。
- 「日本の大学高校における外国語教育はこれでよいか――フランス語の国際性について」『青山学院大学一般教育部会論集』第4号、青山学院大学、1963年11月、77-85頁、NAID 110006232172。
- 「創刊にあたりて 学生諸君に」『青山フランス文学論集』第1巻、青山学院大学、1966年12月、5-6頁、NAID 110006238028。
- 「百聞は一見にしかず」『青山フランス文学論集』第2巻、青山学院大学、1967年12月、171-180頁、NAID 110006238055。